# Departamento de La Laja
| Departamento de La Laja   | Departamento de La Laja                                    |
| ------------------------- | ---------------------------------------------------------- |
| Cabecera:                 | Los Ángeles                                                |
| Superficie:               | km²                                                        |
| Habitantes:               | hab                                                        |
| Densidad:                 | hab/km²                                                    |
| Comunas/ Subdelegaciones: | - Los Ángeles - Laja - Quilleco - Santa Bárbara - Santa Fe |
| Ubicación                 |                                                            |
|                           |                                                            |

| Departamento de La Laja | Departamento de La Laja |
| ----------------------- | --- |
| Cabecera:               | Los Ángeles |
| Superficie:             | km² |
| Habitantes:             | hab |
| Densidad:               | hab/km² |
| Subdelegaciones:        | - 1a Ángeles - 2a Hospital - 3a San Miguel - 4a Bolsón - 5a Colonia Humán - 6a Curamávida - 7a Rarinco - 8a Cuñival - 9a Coreo - 10a San Carlos de Purén - 11a Paillihué - 12a Cuél - 13a Santa Fé - 14a Picul - 15a Rinconada - 16a Coyanco - 17a Guanaco - 18a Pedregal - 19a Canteras - 20a Antuco - 21a Quilleco - 22a Villucura - 23a Queuco - 24a Santa Bárbara - 25a Los Notros |
| Municipalidades:        | - capital departamental: - Los Ángeles - otras municipalidades (1891) - Santa Bárbara (1891) - Quilleco (1891) - Estación de Rinconada (1891) - Santa Fe (1901) |
| Ubicación               | |
|                         | |

El Departamento de La Laja es una antigua división territorial de Chile, que pertenecía a la Provincia de Biobío. La cabecera del departamento fue Nuestra Señora de los Ángeles. Corresponde a la antigua Delegación de La Laja.
Originalmente perteneció a la Provincia de Concepción; con la ley de 2 de julio de 1852, se crea la Provincia de Arauco, integrada por el Departamento de La Laja, y el Departamento de Arauco y Departamento de Nacimiento, que fueron segregados del antiguo Departamento de Lautaro en la década de 1840.
Con la ley de 13 de octubre de 1875, la antigua Provincia de Arauco se divide en tres:
- se crea la nueva Provincia de Arauco, integrada por el Departamento de Lebu, el Departamento de Arauco y el Departamento de Imperial, que se ubican poniente de la Cordillera de Nahuelbuta; y
- se crea la Provincia de Biobío, integrada por el Departamento de La Laja, Departamento de Nacimiento, y Departamento de Mulchén creado con esa ley, ubicados al oriente de la Cordillera de Nahuelbuta.
- se crea el Territorio de Colonización de Angol, integrada por el Departamento de Angol, ubicado al oriente de la Cordillera de Nahuelbuta.

El 30 de diciembre de 1927, con el DFL 8582, se modifican los límites del departamento de La Laja: "Estará formado por la parte del territorio del actual departamento de La Laja, comprendida dentro de los siguientes límites: 
- al norte, el río Laja, desde su confluencia con el río Bío Bío, hasta su confluencia con el río Rucúe: el río Rucúe, desde su confluencia con el Bío Bío hasta su origen y la línea de cumbres que limita por el Sur la hoya hidrográfica del río Laja, desde el origen del río Rucúe hasta la línea de cumbres que limita por el Poniente la hoya del río Queuco.
- Al Este, la línea de cumbres que limita por el Poniente la hoya del río Queuco, desde la línea de cumbres que limita por el Sur la hoya del río Laja hasta la confluencia del río Queuco con el río Biobío.
- Al Sur y Oeste, el río Bío Bío, desde su confluencia con el río Queuco hasta su confluencia con el río Laja."

El siguiente territorio es segregado del departamento de La Laja y anexado al nuevo Departamento de Mulchén: la parte del antiguo "departamento de Laja, comprendida dentro de los siguientes límites: 
- al norte, la línea de cumbres que limita por el Sur la hoya del río Laja, desde la línea de cumbres que limita por el Poniente la hoya del río Queuco hasta la frontera argentina.
- Al Este, la frontera argentina, desde la línea de cumbres que limita por el Sur la hoya del río Laja hasta el paso de Rahue.
- Al Sur, el río Rahue o Rahuelco, desde su origen en el paso de Rahue sobre la frontera argentina, hasta su desembocadura en el río Bío Bío.
- Al Oeste, el río Bío Bío, desde su confluencia con el río Rahue o Rahuelco, hasta su confluencia con el río Queuco, y la línea de cumbres que limita por el Poniente la hoya hidrográfica del río Queuco, desde la confluencia del río Queuco con el río Bío Bío, hasta la línea de cumbres que limita por el Sur la hoya del río Laja."

Con el DFL 8583, se modifican los límites comunales del departamento de La Laja.

## Límites
El Departamento de La Laja limitaba:
- al norte con el Departamento de Rere.
- al oeste con el Departamento de Lautaro y el Departamento de Nacimiento
- al sur con el río Bío Bío y el Departamento de Mulchén
- Al este con la Cordillera de Los Andes

Desde 1928 el Departamento de La Laja limitaba:
- al norte con el Departamento de Yumbel y el Departamento de Yungay.
- al oeste con el Departamento de Coronel y el Departamento de Mulchén
- al sur con el río Bío Bío y el Departamento de Mulchén
- Al este con la Cordillera de Los Andes

## Administración
La Ilustre Municipalidad de Los Ángeles se encargaba de la administración local del departamento, con sede en Los Ángeles. En Los Ángeles se encontraba la Intendencia Provincial de Arauco, y de acuerdo a La Ley del 13 de octubre de 1875, se encontraba la Intendencia Provincial de Biobío. 
Con el Decreto de Creación de Municipalidades del 22 de diciembre de 1891, se crean las siguientes municipalidades con sus sedes y cuyos territorios son las subdelegaciones detalladas a continuación, con los límites que les asigna el decreto del 8 de octubre de 1888:
| Municipalidad Sede       | Subdelegaciones           |
| ------------------------ | ------------------------- |
| Los Ángeles              | 1.ª, Los Ánjeles          |
| Los Ángeles              | 2ª, Hospital              |
| Los Ángeles              | 3ª, San Miguel            |
| Los Ángeles              | 4ª, Bolsón                |
| Los Ángeles              | 5ª, Humán                 |
| Los Ángeles              | 6ª, Curamávida            |
| Los Ángeles              | 7ª, Rarinco               |
| Los Ángeles              | 8ª, Cuñibal               |
| Los Ángeles              | 9.ª, Coreo                |
| Los Ángeles              | 11.ª, Paillihué           |
| Los Ángeles              | 12.ª, Cuél                |
| Los Ángeles              | 17.ª, Guanaco             |
| Estación de La Rinconada | 13.ª, Santa Fe            |
| Estación de La Rinconada | 14.ª, Picul               |
| Estación de La Rinconada | 15.ª, Rinconada           |
| Estación de La Rinconada | 16.ª, Coyanco             |
| Quilleco                 | 18.ª, Pedregal            |
| Quilleco                 | 19.ª, Canteras            |
| Quilleco                 | 20.ª, Antuco              |
| Quilleco                 | 21.ª, Quilleco            |
| Santa Bárbara            | 10.ª, San Carlos de Purén |
| Santa Bárbara            | 22.ª, Villucura           |
| Santa Bárbara            | 23.ª, Queuco              |
| Santa Bárbara            | 24.ª, Santa Bárbara       |
| Santa Bárbara            | 25ª, Los Notros           |

El 13 de septiembre de 1901, se crea la Municipalidad de Santa Fé con sede en Santa Fe. 
En 1927 con el DFL 8582 se modifica la composición del departamento y con el DFL 8583 se definen las nuevas subdelegaciones y comunas, que entran en vigor el año 1928.

## Subdelegaciones
Hacia 1871, el Departamento estaba compuesto por las siguientes subdelegaciones:
| Subdelegación               | Distrito |
| --------------------------- | -------- |
| 1.ª, De Los Ánjeles         | 1°       |
| 1.ª, De Los Ánjeles         | 2°       |
| 1.ª, De Los Ánjeles         | 3°       |
| 1.ª, De Los Ánjeles         | 4°       |
| 2ª, Del Hospital            | 1°       |
| 2ª, Del Hospital            | 2°       |
| 2ª, Del Hospital            | 3°       |
| 2ª, Del Hospital            | 4°       |
| 3ª, De San Miguel           | 1°       |
| 3ª, De San Miguel           | 2°       |
| 3ª, De San Miguel           | 3°       |
| 4ª, Del Bolsón              | 1°       |
| 4ª, Del Bolsón              | 2°       |
| 4ª, Del Bolsón              | 3°       |
| 5ª, De Curamávida           | 1°       |
| 5ª, De Curamávida           | 2°       |
| 5ª, De Curamávida           | 3°       |
| 5ª, De Curamávida           | 4°       |
| 5ª, De Curamávida           | 5°       |
| 6ª, De Rarinco              | 1°       |
| 6ª, De Rarinco              | 2°       |
| 6ª, De Rarinco              | 3°       |
| 6ª, De Rarinco              | 4°       |
| 7ª, De Cuñibal              | 1°       |
| 7ª, De Cuñibal              | 2°       |
| 7ª, De Cuñibal              | 3°       |
| 7ª, De Cuñibal              | 4°       |
| 7ª, De Cuñibal              | 5°       |
| 8ª, De Coreo                | 1°       |
| 8ª, De Coreo                | 2°       |
| 8ª, De Coreo                | 3°       |
| 8ª, De Coreo                | 4°       |
| 8ª, De Coreo                | 5°       |
| 8ª, De Coreo                | 6°       |
| 9.ª, De San-Cárlos de Purén | 1°       |
| 9.ª, De San-Cárlos de Purén | 2°       |
| 9.ª, De San-Cárlos de Purén | 3°       |
| 10.ª, De Pallihue           | 1°       |
| 10.ª, De Pallihue           | 2°       |
| 10.ª, De Pallihue           | 3°       |
| 10.ª, De Pallihue           | 4°       |
| 11.ª, De Cuél               | 1°       |
| 11.ª, De Cuél               | 2°       |
| 11.ª, De Cuél               | 3°       |
| 11.ª, De Cuél               | 4°       |
| 12.ª, De Santa-Fé           | 1°       |
| 12.ª, De Santa-Fé           | 2°       |
| 12.ª, De Santa-Fé           | 3°       |
| 12.ª, De Santa-Fé           | 4°       |
| 12.ª, De Santa-Fé           | 5°       |
| 13.ª, De Picul              | 1°       |
| 13.ª, De Picul              | 2°       |
| 13.ª, De Picul              | 3°       |
| 13.ª, De Picul              | 4°       |
| 14.ª, De La Rinconada       | 1°       |
| 14.ª, De La Rinconada       | 2°       |
| 14.ª, De La Rinconada       | 3°       |
| 14.ª, De La Rinconada       | 4°       |
| 14.ª, De La Rinconada       | 5°       |
| 14.ª, De La Rinconada       | 6°       |
| 15.ª, De Coyanco            | 1°       |
| 15.ª, De Coyanco            | 2°       |
| 15.ª, De Coyanco            | 3°       |
| 15.ª, De Coyanco            | 4°       |
| 15.ª, De Coyanco            | 5°       |
| 16.ª, De Guanacos           | 1°       |
| 16.ª, De Guanacos           | 2°       |
| 16.ª, De Guanacos           | 3°       |
| 16.ª, De Guanacos           | 4°       |
| 17.ª, De Pedregal           | 1°       |
| 17.ª, De Pedregal           | 2°       |
| 17.ª, De Pedregal           | 3°       |
| 17.ª, De Pedregal           | 4°       |
| 17.ª, De Pedregal           | 5°       |
| 17.ª, De Pedregal           | 6°       |
| 18.ª, De Canteras           | 1°       |
| 18.ª, De Canteras           | 2°       |
| 18.ª, De Canteras           | 3°       |
| 18.ª, De Canteras           | 4°       |
| 19.ª, De Antuco             | 1°       |
| 19.ª, De Antuco             | 2°       |
| 19.ª, De Antuco             | 3°       |
| 19.ª, De Antuco             | 4°       |
| 19.ª, De Antuco             | 5°       |
| 19.ª, De Antuco             | 6°       |
| 19.ª, De Antuco             | 7°       |
| 19.ª, De Antuco             | 8°       |
| 20.ª, De Quilleco           | 1°       |
| 20.ª, De Quilleco           | 2°       |
| 20.ª, De Quilleco           | 3°       |
| 20.ª, De Quilleco           | 4°       |
| 20.ª, De Quilleco           | 5°       |
| 20.ª, De Quilleco           | 6°       |
| 20.ª, De Quilleco           | 7°       |
| 20.ª, De Quilleco           | 8°       |
| 21.ª, De Villucura          | 1°       |
| 21.ª, De Villucura          | 2°       |
| 21.ª, De Villucura          | 3°       |
| 21.ª, De Villucura          | 4°       |
| 22.ª, De Santa Bárbara      | 1°       |
| 22.ª, De Santa Bárbara      | 2°       |
| 22.ª, De Santa Bárbara      | 3°       |
| 22.ª, De Santa Bárbara      | 4°       |
| 22.ª, De Santa Bárbara      | 5°       |
| 22.ª, De Santa Bárbara      | 6°       |
| 22.ª, De Santa Bárbara      | 7°       |
| 22.ª, De Santa Bárbara      | 8°       |
| 22.ª, De Santa Bárbara      | 9°       |

Elaborado a partir de: Anuario Estadístico de la República de Chile correspondiente a los años 1870 y 1871, 1871, Imprenta Nacional, Santiago, Chile.
Las subdelegaciones cuyos límites fueron fijados con el decreto del 8 de octubre de 1888, son las siguientes:
| Subdelegación             | Distrito                 |
| ------------------------- | ------------------------ |
| 1.ª, Los Ánjeles†         | 1°, Herrería             |
| 1.ª, Los Ánjeles†         | 2°, Molina               |
| 1.ª, Los Ánjeles†         | 3°, Maipo                |
| 2ª, El Hospital           | 1°, Iglesia              |
| 2ª, El Hospital           | 2°, Bodega               |
| 2ª, El Hospital           | 3°, Puente               |
| 3ª, San Miguel            | 1°, Curtiembre           |
| 3ª, San Miguel            | 2°, Las Quintas          |
| 3ª, San Miguel            | 3°, Tropezón             |
| 4ª, Bolsón                | 1°, Tonelería            |
| 4ª, Bolsón                | 2°, Pajonal              |
| 4ª, Bolsón                | 3°, Panteón              |
| 5ª, Colonia Humán         | 1°; Monte Cea            |
| 5ª, Colonia Humán         | 2°, Quebrada             |
| 5ª, Colonia Humán         | 3°, Relojería            |
| 5ª, Colonia Humán         | 4°, El Canal             |
| 5ª, Colonia Humán         | 5°, Paso Oculto          |
| 5ª, Colonia Humán         | 6°, Las Toscas           |
| 6ª, Curamávida            | 1°, Cruces               |
| 6ª, Curamávida            | 2°, Roble                |
| 6ª, Curamávida            | 3°, Arellano             |
| 6ª, Curamávida            | 4°, Huerta               |
| 6ª, Curamávida            | 5°, Montenegro           |
| 7ª, Rarinco               | 1°, Quito (Rarinco)      |
| 7ª, Rarinco               | 2°, Curanadú             |
| 7ª, Rarinco               | 3°, Patahuecó            |
| 7ª, Rarinco               | 4°, Cerrillos            |
| 8ª, Cuñibal               | 1°, San Miguel           |
| 8ª, Cuñibal               | 2°, Pino                 |
| 8ª, Cuñibal               | 3°, Human                |
| 8ª, Cuñibal               | 4°, Chacayal             |
| 8ª, Cuñibal               | 5°, Retamo               |
| 9.ª, Coreo                | 1°, Cholguahue           |
| 9.ª, Coreo                | 2°, Perla                |
| 9.ª, Coreo                | 3°, Pichi Cholguahue     |
| 9.ª, Coreo                | 4°, Llanhueico           |
| 9.ª, Coreo                | 5°, Curiche              |
| 10.ª, San Carlos de Purén | 1°, Los Cristales        |
| 10.ª, San Carlos de Purén | 2°, Huingan              |
| 10.ª, San Carlos de Purén | 3°, Centinela            |
| 11.ª, Paillihué           | 1°, Las Viñas            |
| 11.ª, Paillihué           | 2°,Pangueco              |
| 11.ª, Paillihué           | 3°, Arrayan              |
| 11.ª, Paillihué           | 4°, Los Cóguiles         |
| 12.ª, Cuel                | 1°, Chequén              |
| 12.ª, Cuel                | 2°, Mesamávida           |
| 12.ª, Cuel                | 3°, Voladero             |
| 12.ª, Cuel                | 4°, Chacaicó             |
| 13.ª, Santa Fe            | 1°, Roblería             |
| 13.ª, Santa Fe            | 2°, Quilbobueno          |
| 13.ª, Santa Fe            | 3°, Culenco              |
| 13.ª, Santa Fe            | 4°, Las Casas            |
| 13.ª, Santa Fe            | 5°, Candelaria           |
| 14.ª, Picul               | 1°, Desagüe              |
| 14.ª, Picul               | 2°, Capilla              |
| 14.ª, Picul               | 3°, Pastahue             |
| 14.ª, Picul               | 4°, Bullón               |
| 15.ª, Rinconada           | 1°, Los Robles           |
| 15.ª, Rinconada           | 2°, Las Palmas           |
| 15.ª, Rinconada           | 3°, Las Toscas           |
| 15.ª, Rinconada           | 4°, Rocahué              |
| 15.ª, Rinconada           | 5°, Potrerrillo          |
| 15.ª, Rinconada           | 6°, Quinquehué           |
| 16.ª, Coyanco             | 1°, Villuco              |
| 16.ª, Coyanco             | 2°, Chiguai              |
| 16.ª, Coyanco             | 3°, Apelahué             |
| 16.ª, Coyanco             | 4°, Paso Cerrado         |
| 16.ª, Coyanco             | 5°, Barrancones          |
| 17.ª, Guanacos            | 1°, Laguna Verde         |
| 17.ª, Guanacos            | 2°, El Salto             |
| 17.ª, Guanacos            | 3°, Quilales             |
| 17.ª, Guanacos            | 4°, Paso Hondo           |
| 18.ª, Pedregal            | 1°, Pan de azúcar        |
| 18.ª, Pedregal            | 2°, San Antonio          |
| 18.ª, Pedregal            | 3°, Totoral              |
| 18.ª, Pedregal            | 4°, Cariboro             |
| 18.ª, Pedregal            | 5°, Alca-Pan             |
| 18.ª, Pedregal            | 6°, Curanilahue          |
| 19.ª, Canteras            | 1°, La Totora            |
| 19.ª, Canteras            | 2°, Chanchecura Pedregal |
| 19.ª, Canteras            | 3°, Tricahues            |
| 19.ª, Canteras            | 4°, El Guindo            |
| 20.ª, Antuco              | 1°, Mallines             |
| 20.ª, Antuco              | 2°, La Peña              |
| 20.ª, Antuco              | 3°, Peluca               |
| 20.ª, Antuco              | 4°, Coihueco             |
| 20.ª, Antuco              | 5°, Manihue              |
| 20.ª, Antuco              | 6°, Quinchamalí          |
| 20.ª, Antuco              | 7°, El Castillo          |
| 20.ª, Antuco              | 8°, Campamento           |
| 21.ª, Quilleco            | 1°, Las Águilas          |
| 21.ª, Quilleco            | 2°, Cantarrana           |
| 21.ª, Quilleco            | 3°, Tinajón              |
| 21.ª, Quilleco            | 4°, Cañicura             |
| 21.ª, Quilleco            | 5°, Quilaco              |
| 21.ª, Quilleco            | 6°, El Hoyo              |
| 21.ª, Quilleco            | 7°, Los Puquíos          |
| 21.ª, Quilleco            | 8°, Río Pardo            |
| 22ª, Villucura            | 1°, Arilahuen            |
| 22ª, Villucura            | 2°, Santa Filomena       |
| 22ª, Villucura            | 3°, Villucura del Pino   |
| 22ª, Villucura            | 4°, San Lorenzo          |
| 23ª, Quenco               | 1°, Quenco               |
| 23ª, Quenco               | 2°, Trapa-trapa          |
| 23ª, Quenco               | 3°, Aluí                 |
| 24ª, Santa Bárbara        | 1°, Mequehué             |
| 24ª, Santa Bárbara        | 2°, Coihue               |
| 24ª, Santa Bárbara        | 3°, Portezuelo           |
| 24ª, Santa Bárbara        | 4°, San José de Pemuco   |
| 24ª, Santa Bárbara        | 5°, Cipreses             |
| 24ª, Santa Bárbara        | 6°, Alcalada             |
| 25ª, Los Notros           | 1°, Notros               |
| 25ª, Los Notros           | 2°, Mininco              |
| 25ª, Los Notros           | 3°, Maitenes             |

Elaborado a partir de: Memoria presentada al Supremo Gobierno por la Comisión Central del Censo, 1908, Santiago, Chile.
†En DFL 8.583 de 1927 se nombra como Angeles

## Comunas y Subdelegaciones (1927)
De acuerdo al DFL 8.583 del 30 de diciembre de 1927, en el Departamento del Laja se crean las comunas y subdelegaciones con los siguientes territorios:
- Los Ángeles.- Sus límites son: 
  - al norte, el río Laja, desde el puente Perales, en el camino Angeles-Yumbel, hasta el vado de Tucapel, en el camino Tucapel-Quilleco.
  - Al Este, el camino Tucapel-Quilleco, hasta su vado en el estero Coreo; dicho estero hasta el vado de Puente Viejo; el camino de Río Pardo hasta el estero Curiche; dicho estero hasta el puente del ferrocarril; el ferrocarril hasta el cruce del camino de Los Boldos, y dicho camino hasta su lanchadero en el río Biobío.
  - Al Sur, el río Biobío, desde el lanchadero de los Boldos hasta el lanchadero de Negrete.
  - Al Oeste, el camino Negrete-Angeles hasta el cruce del Ciruelo; el camino Angeles-Santa Fe hasta el cruce del camino de la estación Arrayán; dicho camino hasta el estero Quilque; dicho estero hasta el río Guaqui; este río hasta el vado de Paso Cerrado, y elcamino Angeles-Yumbel hasta el puente Perales.
- Santa Bárbara.- Sus límites son: 
  - al norte, el río Duqueco, desde el puente del ferrocarril hasta su origen.
  - Al Este, la línea de cumbres que limita por el poniente la hoya del río Queuco, desde el origen del río Duqueco hasta la confluencia del río Queuco con el río Biobío.
  - Al Sur, el río Biobío, desde la desembocadura del río Queuco hasta el lanchadero de los Boldos.
  - Al Oeste, el camino de los Boldos, desde su lanchadero en el río Biobío hasta el ferrocarril, y el ferrocarril hasta el puente sobre el río Duqueco.
- Santa Fe.- Sus límites son: 
  - al norte, el río Guaqui, desde el río Biobío hasta su confluencia con el estero Quilque, y dicho estero hasta el camino de acceso a la estación Arrayán.
  - Al Este, el camino de acceso a la estación Arrayán, desde el estero Quilque hasta el camino Angeles-Santa Fe; dicho camino hasta el cruce con el de Negrete, en el Ciruelo, y el camino de Negrete hasta el río Biobío.
  - Al Sur y Oeste, el río Biobío, desde el camino de Negrete hasta la desembocadura del río Guaqui.
- Laja.- Sus límites son: 
  - Al norte, el río Laja, desde su confluencia con el río Biobío hasta el puente Perales;
  - al Este, el camino Angeles-Yumbel, desde el puente de Perales hasta el estero Paso Cerrado, y dicho estero hasta el río Guaqui.
  - Al Sur, el río Guaqui, desde su unión con el estero Paso Cerrado hasta el río Biobío.
  - Al Oeste, el río Biobío, desde el río Guaqui hasta el río Laja.
- Quilleco.- Sus límites son: 
  - al norte, el río Laja, desde el camino Quilleco-Tucapel, hasta la confluencia del río Rucúe; el río Rucúe hasta su origen, y la línea de cumbres que limita por el Sur la hoya del río Laja, desde el origen del río Rucúe hasta Sierra Velluda.
  - Al Este, Sierra Velluda, desde el origen del río Rucúe hasta el origen del río Duqueco.
  - Al Sur, el río Duqueco, desde su origen hasta su confluencia con el estero Curiche.
  - Al Oeste, el estero Curiche, desde su confluencia con el Duqueco hasta el camino de Río Pardo; dicho camino hasta el vado de Puente Viejo, en el estero Coreo; dicho estero hasta el camino Quilleco-Tucapel, y el camino Quilleco-Tucapel hasta el río Laja.